# 战略村

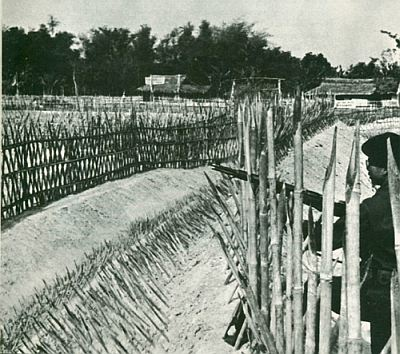
南越一处战略村，摄于约1964年。

战略村或戰略邑（越南语：／），也叫战略小村庄计划是越南战争初期，越南共和国（南越）和美国一方为防止越南南方民族解放阵线的对农村地区的渗透，而在南越农村地区专门建设的人工村落，其住民为强制迁移而来。
战略村计划始于1962年，得到了美国的资金支持和指导，目的是隔断南越农村人口和越南南方民族解放阵线的联系，避免农村地区落入民解游击队之手。战略村计划试图建立受保护的全新农村社区，以援助农村，加强政府与农村人口联系，赢取民意、反抗共产党渗透。战略村计划将分散的农村整合为“战略村”着重把守，成为南越在吴廷琰时代划定的国策，对20世纪50年代至60年代的南越社会有重大影响。
战略村计划以失败告终，其非但没能隔断农村地区和共产党游击队的联系，反而被悉数渗透，加速了民族解放阵线势力的扩张。此前，美国军事顾问约翰·保罗·范恩已在官方报告中批评这一政策；著名记者大卫·哈伯斯坦就战略村计划的缺陷专门撰写文章，得到美国总统约翰·肯尼迪的注意。1963年，南越总统吴廷琰遇刺后，战略村计划基本宣告破产，被纳入南越政府发展农村经济的农村建设章程（越南语：／）中。美国官员发现，在当时已经建成的8,600处战略村中，仅有20%满足其制定的物资准备和安全保障的最低标准。到1963年底，许多乡下的战略村已空无一人，其工事上的贵重金属已经被游击队员和逃走的村民悉数带走。记者尼尔·希汉曾写道：“一排排没有屋顶的房舍，看起来就像是小孩子搭起来又调皮地放弃的小玩具屋。”
1964年，战略村计划正式终止，更名为革新村（越南语：／）；1965年又更名为新生村（越南语：／），赋予其更多经济和文化意义，如支持农业发展和农村教育，提高识字率和卫生质量，促进新文化引进等。
战略村计划的失败也意味着美国在20世纪60年代初期间接介入越南战争的尝试是徒劳无功的，因而促使美国直接干预越战，致使越战升级。